# Stille Freundin
Stille Freundin (Originaltitel Silent Friend) ist ein Film von Ildikó Enyedi mit Tony Leung Chiu-wai, Léa Seydoux, Luna Wedler und Enzo Brumm in den Hauptrollen. Die Geschichte wird aus der Perspektive eines einsamen alten Baumes erzählt, der inmitten eines botanischen Gartens steht. Der Film soll Anfang September 2025 bei den Internationalen Filmfestspielen von Venedig seine Premiere feiern, wo er im Hauptwettbewerb um den Goldenen Löwen gezeigt wird. Im September 2025 soll Stille Freundin beim Toronto International Film Festival vorgestellt werden.

## Handlung
Der Film spielt fast ausschließlich in einem Botanischen Garten in Marburg, kurze Szenen spielen in Paris und Hongkong. Im Zentrum dreier Geschichten, die sich über ein Jahrhundert erstrecken, steht ein Baum.

## Produktion

### Filmstab und Besetzung
Regie führte Ildikó Enyedi, die auch das Drehbuch schrieb. Es handelt sich bei Stille Freundin um den achten Langfilm der ungarischen Filmregisseurin und Drehbuchautorin. Als Produzenten fungierten Reinhard Brundig, Nicolas Elghozi und Mónika Mécs. Letztere war in dieser Funktion bereits für Enyedis Film Körper und Seele tätig.
In den Hauptrollen spielen der Hongkong-Chinese Tony Leung Chiu-wai, die Französin Léa Seydoux, die Schweizerin Luna Wedler und der Nachwuchsschauspieler Enzo Brumm. Seydoux und Wedler waren bereits in Enyedis letztem Film Die Geschichte meiner Frau zu sehen. In weiteren Rollen sind die deutschen Schauspieler Yun Huang, Sylvester Groth und Felix Burose zu sehen.

### Filmförderung und Dreharbeiten

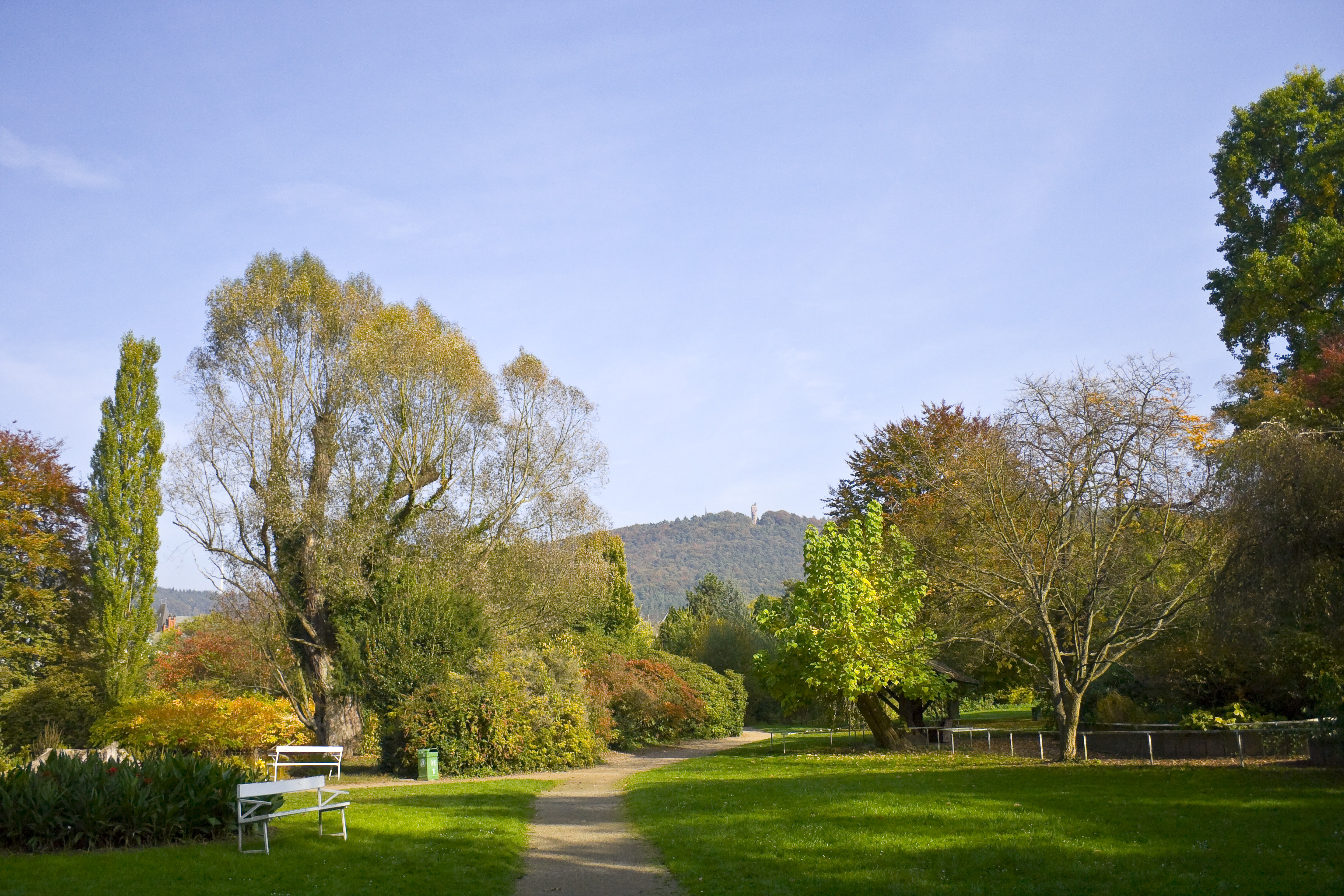
Einer der Hauptdrehorte war der Alte Botanische Garten der Marburger Philipps-Universität

Der Film erhielt Produktionsförderungen von der Film- und Medienstiftung NRW in Höhe von 1,6 Millionen Euro, vom Deutschen Filmförderfonds in Höhe von 1,4 Millionen Euro, vom BKM in Höhe von 650.000 Euro, von der Deutsch-Französischen Förderkommission in Höhe von 450.000 Euro, von der Filmförderungsanstalt in Höhe von 500.000 Euro, von HessenFilm und Medien in Höhe von 550.000 Euro und von der MOIN Filmförderung Hamburg Schleswig-Holstein in Höhe von 100.000 Euro.
Die Dreharbeiten fanden ab Anfang April 2024 überwiegend in Marburg statt, wo der Film spielt, unter anderem im Alten Botanischen Garten der Philipps-Universität. Weitere Aufnahmen entstanden in Köln, Bonn, Düsseldorf, Budapest und Paris. Die Dreharbeiten wurden im Juni 2024 nach 43 Drehtagen beendet. Der Film wurde von Kameramann Gergely Pálos auf 35 mm gedreht. Der Ungar war in der Vergangenheit für mehrere Filme von Roy Andersson tätig.

### Veröffentlichung
Die Premiere des Films ist am 5. September 2025 bei den Internationalen Filmfestspielen von Venedig geplant, wo er im Hauptwettbewerb um den Goldenen Löwen gezeigt wird. Im September 2025 soll Stille Freundin beim Toronto International Film Festival gezeigt werden.

## Auszeichnungen
Internationale Filmfestspiele von Venedig 2025
- Nominierung für den Goldenen Löwen